# 동부동 (영천시)
동부동(東部洞)은 경상북도 영천시의 행정동이다. 동부동은 대규모 아파트와 주거밀집지역으로 영천시민의 1/4인 3만명 가까운 주민이 살고 있는 주거지역과 일반공업단지로 구성된 신개발지역이며, 금호강 상류인 고경천과 자호천이 합류하고 우로지 생태공원 등이 위치한 지역이다.

## 연혁
- 1979년 5월 1일 : 영천읍 동부동 출장소 (주민등록관리)
- 1981년 7월 1일 : 영천시 승격으로 동부동 개칭 (조교,망정,야사)
- 1987년 7월 1일 : 임고면 언하리, 신기리 편입 (5개 법정동)

## 법정동
- 신기동
- 언하동
- 야사동
- 망정동
- 조교동

## 아파트
| 단지명               | 건설사                        | 시행사       | 주소                 | 입주        | 비고 |
| -------------------- | ----------------------------- | ------------ | -------------------- | ----------- | ---- |
| 영천 인터불고 코아루 | 인터불고건설㈜                | 한국토지신탁 | 창신1길 42 (망정동)  | 2015년 10월 |      |
| 영천 한신더휴 퍼스트 | 한신공영                      | 한국토지신탁 | 망정1길 171 (야사동) | 2017년 2월  |      |
| 영천망정 청솔        |                               | 한국토지신탁 | 청솔길 23-6 (망정동) | 2001년 11월 |      |
| 영천 아이존빌 스타   | 동부토건㈜                    | 동부토건㈜   | 창신1길 35 (망정동)  | 2014년 5월  |      |
| 영천 창신타운        | 창신㈜                        | 창신㈜       | 창신1길 21 (망정동)  | 1997년 5월  |      |
| 망정주공 1단지       | ㈜경남종합건설 고합엔지니어링 | 대한주택공사 | 동부로 40 (망정동)   | 1997년 4월  |      |
| 망정주공 2단지       | ㈜경남종합건설 고합엔지니어링 | 대한주택공사 | 동부로 40 (망정동)   | 1997년 4월  |      |
| 망정주공 3단지       | ㈜태왕 ㈜서한                 | 대한주택공사 | 동부로 14 (망정동)   | 1999년 11월 |      |
| 망정주공 4단지       | ㈜태왕 ㈜서한                 | 대한주택공사 | 동부로 14 (망정동)   | 1999년 11월 |      |

## 교육 기관
| 학교명           | 소재지       | 비고 |
| ---------------- | ------------ | ---- |
| 포은초등학교     | 망정4길 72   |      |
| 영천동부초등학교 | 호국로 209   |      |
| 영동중학교       | 안야사길 13  |      |
| 영천고등학교     | 영천고2길 12 |      |
| 영동고등학교     | 안야사길 13  |      |

## 명소
- 망정우로지생태공원